# Pseudotorymus leguminosae
Pseudotorymus leguminosae är en stekelart som först beskrevs av Jean Risbec 1951.  Pseudotorymus leguminosae ingår i släktet Pseudotorymus och familjen gallglanssteklar. Inga underarter finns listade i Catalogue of Life.